# A lengyel konyhaművészet története
A lengyel konyhaművészet története az időben változó lengyel konyhaművészettel, azaz a lengyel kultúra és az ételek kapcsolatával, a Lengyelországban használatos élelmiszer-alapanyagokkal, ételekkel, étkezési és vendéglátási szokásokkal, valamint ezek eredetével foglalkozik.

## Történelem

### A középkortól a 19. századig
A középkori lengyel konyha (kuchnia) alapjait azok az ételek jelentették, amelyeket a helyben megtermelt alapanyagokból, gabonafélékből (köles, rozs, búza), gyümölcsökből, fűszerekből, gyógynövényekből, valamint a háziasított és vadon élő állatok húsából el tudtak készíteni.
Jellemző volt a só bőséges használata és a különböző gabonafélékből készített kásák (kasza) széles választéka. Utóbbi mind a mai napig igaz a lengyel konyhára. A magas tápértékű ételek és a sör (piwo) mint alapvető ital fogyasztása – a Dél-, és Nyugat-Európában elterjedt borral (wino) ellentétben - mindennapos volt. A mézsör (miód pitny) szintén a lengyel gasztronómia egyik specialitása, ami a középkorból eredeztethető. A sörrel egyetemben hosszú ideig a legnépszerűbb italnak számított, azonban idővel a főként Magyarországról érkező minőségi borok is utat törtek maguknak a lengyel mindennapokba.
A középkori krónikák egybehangzóan állítják: a lengyel konyha előszeretettel használt csípős alapanyagokat, valamint nagy mennyiségű húst és gabonaféléket. A korabeli Európa konyhai szokásaihoz képest – a magyar konyhához hasonlóan – kiemelkedő mennyiségű fűszerrel készítették fogásaikat, leginkább a bors, a szerecsendió és a borókabogyó örvendett nagy népszerűségnek. A keleti világgal fennállt szoros kereskedelmi kapcsolatok révén jóval olcsóbban tudtak egzotikus fűszereket importálni, mint az Európa többi részén élők. Ennek köszönhetően került a konyhai repertoárba sok a mai napig meglévő erősen fűszeres, sűrű mártás és öntet, amiket különböző húsokkal nagy örömmel fogyasztanak Lengyelország-szerte.
Természetesen az idő múlásával több régi recept is homályba veszett, mint például a középkori írásos emlékekben említett szürke mártás (jucha szara) és vörös mártás (jucha czerwona). A zöldségek közül a paszternák és a borsófélék használata volt a leggyakoribb.
Érdekesség, hogy a középkorban egyáltalán nem használtak fémeszközöket a konyhai műveletek során.

### Az első írásos emlékek
Az első írásos emlékek között elsőként egy magyar szakácskönyvet kell megemlíteni, melyet a 16. század vége felé nyomtattak ki. A „Szakács tudomány” című könyv több olyan receptet tartalmaz, ami lengyel ételek elkészítését mutatja be. Ezek a következők: tyúkfi sóban, lengyel módon, csuka sárga lengyel lével, csuka lengyel fehér lével, lengyel módon csuka, kendermag suffa (savanyú leves) és borsó olajjal.
Az első nyomtatásban megjelent lengyel nyelvű szakácskönyv a Stanisław Czerniecki által írt Compendium Ferculorum, avagy az élelmiszerek gyűjteménye című munka volt, melyet 1682-ben adtak ki.
A következő mű több mint egy évszázaddal később, 1786-ban került nyomdába. Wojciech Wielądko könyve, a Kiváló szakács (Kucharz doskonały) rendkívüli népszerűségre tett szert és több új kiadást megélt. Olyannyira, hogy a mai napig kapható, igaz, inkább könyvtörténeti kuriózumként tartják számon.
Nem sokkal később, a 18. század végén Jan Szyttler – a híres királyi szakács, Paul Tremon tanítványa – írta meg az első igazán komoly, modern értelemben vett lengyel szakácskönyvet, melyben összefoglalta és rendszerezte az ország gasztronómiai sajátosságait.

### A földrajzi és politikai tényezők hatása a lengyel konyhára
Lengyelországban földrajzi fekvéséből adódóan a kemény és hosszú telek voltak mindig is a jellemzőek. Ennek okán azok az alapanyagok kerültek előtérbe – gyümölcsök, borsó, zöldbab, karalábé és fehérrépa –, melyeket minden gond nélkül el lehet tartani ebben az időszakban is, amikor a termelés lehetetlen volt. A különféle húsokat elsősorban sózással tartósították, de a szárítás és a savanyítás, valamint az enyhe erjesztés is bevett szokás volt.
A 20. századi hűtő- és tartósító eljárások megjelenése után a savanyítás és a szárítás ugyan mind a mai napig megmaradt, azonban jóformán csak a hagyományőrzés és a megszokás tartotta életben. Ugyanakkor az elmúlt időszakban a „kézművesség” a reneszánszát éli. A növekvő kereslet miatt ismételten piacképes, hagyományos eljárásokkal készült termékek kerülnek a vásárlók asztalára.
Az időjáráson kívül természetesen a domborzat, és az ország flórája-faunája is komolyan befolyásolta a kulináris kultúra fejlődését. A nagy kiterjedésű erdőknek hála, az erdei gyümölcsök – például szamóca, áfonya, ribizli, málna, vadmálna – széles körben kerültek felhasználásra.
Az erdők kínálta kincsek közé tartozó vadhús eleinte a lengyel nemesség privilégiuma volt. Annak ellenére, hogy napjainkban a vadászat folyamatosan veszít népszerűségéből, a vadhúsé mégis folyamatosan növekszik, köszönhetően annak, hogy a határok megnyitásával soha nem látott mértékű áruforgalmat lehet lebonyolítani, és a régebben csak a kiváltságosoknak elérhető ételek, alapanyagok az átlagember számára is hozzáférhetővé váltak.
Történelme során, a háborúk miatt Lengyelország többször is elvesztette balti-tengeri partvonalát. Ez a magyarázata annak, hogy az ételeknél az édesvízi halak kerültek túlsúlyba. Napjainkban leginkább a regionális lengyel konyhákban fedezhetjük fel ennek a nyomait és a mostani határvonalaknak köszönhetően a tengeri halak mind nagyobb szerephez jutnak – a vendéglátásban mindenképpen.
Felosztásáig Lengyelország Európa egyike volt Európa legnagyobb országainak. A területén élő kisebbségek, valamint a szomszédos országokkal folytatott kereskedelem és kapcsolattartás révén e népek főzési szokásai is hatással voltak a lengyel konyha fejlődésére, sok esetben beépültek abba. A leghosszabb ideig – 123 évig – tartó felosztás időszaka is nyomot hagyott a konyhai hagyományokon: ebben az időszakban érte a legerősebb hatás a német, az orosz és a szomszédos Osztrák–Magyar Monarchián keresztül a magyar konyha részéről is. Számos esetben tetten érhető a zsidó, valamint a litván konyha hatása is.
A lengyel gasztronómia tehát a saját tradíciói mellett, a szomszédos népektől az évszázadok során átvett eljárások lenyomata, amin meglepő pontossággal nyomon követhetőek a történelmi korszakok és események.

### A böjtök hatása
A kereszténység 996-os felvétele szintén komolyan befolyásoló tényező volt a táplálkozási szokásokban. A böjtöket a papság és a világi hatalmak nagy egyetértésben tették kötelező érvényűvé mindenki számára.
Ennek egyik kirívó példája egy feljegyzés szerint, hogy I. Boleszláv király (967-1025) állítólag kiüttette a fogait azoknak, akik a böjti időszakokban nem tartózkodtak a húsfogyasztástól.
Akkoriban a böjtre vonatkozó szabályok szigorúbbak voltak a maiaknál: a húsok mellett a tejtermékek és a tojás is tiltólistára került. 1248-ig a nagyböjtöt 9 hétig kellett tartani, szabályozások vonatkoztak a pénteki étkezésekre és az ünnepekre, s negyedévente kellett három úgynevezett száraz napot tartani.
Lévén Lengyelországban napjainkig komoly szereppel bír a katolicizmus, sokan most is tartják a böjti időszakokra vonatkozó szabályokat, igaz, sok esetben azoknak egy lazább változatát. A legtöbb családban azonban a nagypénteki és karácsonyi böjt – szenteste sem kerülhet hús az asztalra – betartásán túl legfeljebb a pénteki húshagyás megszokott.
Konyhatörténelmi aspektusból nézve a dolgokat, azzal hogy a katolikus egyház ilyen szigorú böjti szabályozásokat hozott létre, közvetlen hatással bírt a húsmentes és a halételek széles körű elterjedésére, azok mindennapi étrendbe történő bekerülésére.

### A fesztiválok, ünnepek hatása
A fesztiválok rendszerint az ünnepekhez, családi eseményekhez vagy neves vendégek látogatásához voltak köthetők. A főúri palotákban megtartott események igen nagy szabásúak voltak, különösen akkor, ha politikai vetületük is volt. Jan Długosz középkori krónikás szerint a nagyobb ünnepeken II. Ulászló király asztalánál száznál is több fogásból válogathattak a vendégek, melyek elfogyasztása közben mutatványosok, zenészek, történetmondók előadásait élvezhették. A köznép és a parasztság fesztiváljai bár magától értetődően kevésbé voltak fényűzőek, kétségkívül színt vittek a dolgos hétköznapokba.
A másik fontos tényező az ünnepi asztal díszítése és a tálalás volt, azonban a fémeszközök ritkaságából adódóan eleinte gyakran még a királyi asztalon is agyag- és faedényekből fogyasztották el az ételeket. Az idő múlásával azonban megjelentek a fémeszközök is, sőt, a réz, ezüst és arany eszközök – a hímzett asztalterítőkkel egyetemben – a 15. század környékére a szegényebb háztartásokban is megtalálhatóak lettek, amire az akkoriból ránk maradt végrendeletek szolgálnak bizonyítékul.

## A régi lengyel konyha ízei és alapanyagai
A régi lengyel konyha – a legrégebbi és leghagyományosabb – a különböző gabonafélékből készült ételekre – pirog (pierogi), kásák –, az erdő kínálta alapanyagokra – gombák, gyümölcsök, gyógyfüvek –, a sertéshúsra – a hideg, főtt húsokat és a kolbászt beleértve –, az édesvízi halakra, a vadhúsokra, a kenyérre, különböző süteményekre, a vodkára és a gyümölcslikőrökre épült. A helyben megtalálható alapanyagokat határtalan kreativitással és meglepő változatossággal tudták kombinálni, melyek közül sok a mai napig a lengyel konyha legősibb hagyományaiként él tovább.

### Fűszerek, zöldségek, gyümölcsök és gombák
A fűszerek közül a tormát, kaprot és borókabogyót használják legrégebb óta. Ugyanez a zöldségek és gyümölcsök közül a cékláról, uborkáról, káposztáról, illetve az almáról, cseresznyéről, áfonyáról és egresről mondható el.
Régóta használatos a Közép-Európa szerte elterjedt, vadon termő növények közül a sóska, a spenót, a sárgarépa, továbbá a csalán.
A nagy tápértékkel bíró zöldségek, melyek télire is elrakhatók – így a borsó, a karalábé és a fehérrépa – azonban mindennél fontosabb szereppel bírtak. A téli időszakokban az ételeket esetenként mogyoróval gazdagították, míg a haszonállatok takarmányát makkal.
A korábbiakban felsoroltak mellett fontos gyümölcsök még a szilva, a körte, a barack és a meggy, melyeket a modern lengyel háztartásokban is előszeretettel használnak gyümölcslevesek, desszertek, kompótok, lekvárok vagy gyümölcslikőrök elkészítésénél.
A korabeli Nyugaton elhanyagolt, alulértékelt élelmiszerek Lengyelországban mindig is nagy becsben voltak tartva, különösen fontos szerep jutott például az erdei gombaféléknek. A gombák királyának a különböző tinórufélék, mint a vargánya számítottak és számítanak napjainkban is. Minden vajdaságnak megvan a maga tájjellegű gombás étele.

### Húsok és tejtermékek
Az erdők jelentősége túlmutatott a határaikon. Franciaországgal, Magyarországgal és sok más országgal ellentétben Lengyelországban nem vágták ki az erdőket azért, hogy legelőket létesítsenek rajtuk. Az ország területének 25̤̥%-át napjainkban is erdő borítja. Ennek folyományaként a szarvasmarhákat is inkább karámban tartották, és szerepük különösen a tejtermékek előállítása miatt volt fontos. A tejtermékek közül a tejfölt, tejszínt és túrót használja régebb óta a lengyel konyha.
A lengyel népesség körében különösen népszerű volt a sertéshús. A disznókat az erdőkben tartották, így természetesebb, jobb ízű húsuk lett, és a környékbeli vadak is karnyújtásnyi közelségben voltak, amit ki is használtak. A régi lengyel konyha húsai között megtalálhatjuk a sertés mellett a szárnyasokat, valamint a különböző vadak húsát, úgymint vadnyúl, fácán, őz, szarvas vagy vaddisznó.
Az igénytelen baromfiakat ólakban tartották, elsősorban energiában gazdag tojásukért, de húsként is kéznél voltak váratlan helyzet esetén.
A gazdasági fellendüléssel a marhahús fogyasztása is divatba jött, immáron tehát nem csak tejtermelés végett tartották őket. Az állat minden részét felhasználták, beleértve a belsőségeit és a vérét is. Utóbbiból készítették a fekete kolbászt (kaszanka) és a vérlevest (czernina), melyek egész Európában kulináris különlegességnek számítanak, igaz, utóbbit már jóval kevesebben fogyasztják, mint régebben.

### Halak és tengeri herkentyűk
Az édesvízi halak közül a ponty (karp) és a fogassüllő (sandacz) a leginkább kedvelt, de a csuka (szczupak), sügér (okoń), angolna (węgorz) és pisztráng (pstrąg) elkészítésére is számtalan elkészítési mód alakult ki. A tengeri halak közül a hering (śledź) a legkedveltebb, de a bőséges importnak köszönhetően a lazac (łosoś) is fontos élelmiszer-alapanyag. Ezeken kívül találkozhatunk még tőkehallal (dorsz), lepényhallal (flądra), sprotnival (szprot) vagy tokfélékkel (jesiotr) is az éttermek étlapján vagy az árusoknál.
A folyami rák szerepe is jelentős, azonban a tengeri rákok és kagylók felhasználásának nem alakult ki nagy hagyománya Lengyelországban, ahogy a kaviárnak sem, szemben a szomszédos Oroszországgal.

### Sütemények, édességek
Lengyelország konyhája a sütemények és édességek rendkívül széles választékát ismeri. A méz és a tejtermékek hagyományosan fontos szerepéből adódóan ez nem meglepő. Ezen alapanyagok a tésztafélékkel együtt egészen különleges kulináris termékeket hoznak létre nemcsak ízre, de vizuális élményre is.
A Karpatka nevű sütemény például a Kárpátok havas hegyvonulatáról kapta a nevét, nem véletlenül. A sękacz semmi máshoz nem hasonlítható desszertkülönlegesség. Abszolút lengyel specialitás a twaróg, ami nem sütemény, csak alapanyagː íróból és tejfölből készített túróféleség, amit az egyik legfinomabb süteménynél, a serniknél használnak fel.
A mákos sütemények jelentősége is nagy, jó példa rá a makowiec. Közkedvelt továbbá a magyar farsangi szalagos fánkra hasonlító pączki, a mézeskalácsok számos változata, a mazurek és a sokak által ismert krówka.

### Ízvilág és egyedi jelleg
A lengyel konyha vizsgálatánál fontos megérteni, hogy bár az alapanyagai sokban hasonlítanak a magyarra, az eljárások miatt a tényleges ízvilág sok esetben eltér attól.
Így például a savanyítási eljárás Lengyelországban nem azt jelenti, hogy ecettel, korianderrel és kenyérrel – és bizonyos esetekben cukorral – pikáns pácot csinálnak, amiben hagyják állni a zöldséget. Az ilyen folyamatokban náluk a kapor mellett, meggy-, vagy tölgyfalevél szerepel, sok egyéb mellett. Így amikor savanyú káposztáról beszélünk a lengyel konyha kapcsán, a legkevésbé sem a Magyarországon szokványosra kell gondolni.
A lengyel konyha intenzív ízvilággal rendelkezik. Hagyományosan kedveli a sós, az erjesztett, a savanyított ízeket (kapor, káposzta, aludttej, kwas), az enyhén csípős alapanyagokat (torma, mustár, hagyma, metélőhagyma, fokhagyma, bors), a markáns fűszereket (borókabogyó, szerecsendió, ánizs, kömény), a kissé fanyar ízeket (tejföl, káposzta), és az édes és/vagy savanyú gyümölcsök (alma, szilva, vörös áfonya) húsokkal történő elegyítését. Széles körben elterjedt Lengyelországban, és a szláv konyhákban a mák, a hajdina és a lenmag használata.
A lengyel konyha egy másik érdekessége, hogy szinte kizárólag tejfölt és tejszínt használnak a redukciós folyamatok során. A szószoknál és mártásoknál, a zsiradékok ecettel, borral vagy más alkohollal történő emulgeálása szinte ismeretlen. Ugyanakkor szívesen használnak erre a célra enyhén fanyar gyümölcsöket, vagy savanyított zöldségeket, esetleg enyhén csípős hagymát, tormát, fokhagymát vagy mustárt.
Az ecet népszerűsége jóval alacsonyabb a környező országokhoz képest, annak ellenére, hogy a legtöbb országban a savanyítás legfontosabb alapanyagaként használják. Mivel Lengyelország soha nem tartozott a hagyományos bortermelő országok közé, a szüretelés hagyománya sem alakult ki, aminek folyományaként az (eredetileg bor)ecet sem robbant be a köztudatba.

### Italok
A sör a lengyel italkultúra alapja, azonban a múltban fontos alapanyaga volt több levesnek is, mert magas energiatartalma okán, tápláló ételeket lehet belőle készíteni.
Az egykor Észak-Európa szerte közkedvelt, a skandináv mitológiában az istenek italának tartott, a legtöbb helyen mára háttérbe szorult alkoholos ital, a mézsör, minden bizonnyal skandináv hatásra került Lengyelország területére. A XVIII. századig a magyar nemesség körében is közkedvelt ital, mára már csak a Brit szigeteken, Skandináviában, Lengyelországban, és Oroszországban örvend töretlen népszerűségnek.
Napjainkban a  legjobb minőségű mézsört a Lublini vajdaság területén készítik, négy különböző változata is szerepel az Agrár és Vidékfejlesztési Minisztérium (Ministerstwo Rolnictwa i Rozwoju Wsi) által vezetett Tradicionális Termékek Listáján (Lista produktów tradycyjnych).
A harmadik fontos alkoholos ital a vodka. A lengyel vodka önmagában is európai uniós eredetvédettségű nemzeti ital, de talán még ismertebb az illatos szentperjével ízesített Żubrówka.
Komoly hagyományokkal bír a gyümölcslikőrök készítése is. A lengyel cseresznyelikőr Polish Cherry néven eredetvédett.

## A modern lengyel konyha és annak regionális diverzitása

### A lengyel konyha a XX. és a XXI. században
A modern világ hatásai elől a lengyel konyha sem menekülhetett meg. Korunkban a hagyományos kásákat egyre inkább felváltja a burgonya, míg a vadételek háttérbe szorulásával tovább terjeszkedik a sertéshús és a nagyüzemben tenyésztett szárnyasok felvevőpiaca. A paradicsom – ahogy a legtöbb országban – a mindennapi konyha bevett alapanyagává vált, a könnyen beszerezhető színhúsok miatt a belsőségek fogyasztása folyamatosan csökken. A cukorrépából nyert olcsó cukor szépen lassan felváltja a tradicionális süteményekben a mézet.
Mindazonáltal napjainkban, Lengyelországban igazi gasztronómiai forradalom zajlik. A kommunizmus 40 éve alatt a lengyel gasztronómia ugyanazt szenvedte el, mint az összes nemzeti identitást erősítő szimbólum. A rendszer a lehető legegyszerűbbre degradálta: egységesített és centralizált, olcsó, rossz minőségű alapanyagok, alacsony minőség, alacsony elvárások.
A rezsim bukását követő években az országot elárasztották a gyorséttermek és a gyenge minőséget képviselő pizzázók. Egy-két említésre méltó, kitűnő étterem kivételével, a lengyel konyha, úgy tűnt képtelen visszanyerni régi fényét.
Azonban fiatal lengyelek új generációja új életet lehelt a gasztronómia vérkeringésébe, leporolva a hagyományos, rég elfeledett recepteket, megfűszerezve a modern kor, és a kinyíló határok adta lehetőségekkel, új alapanyagokkal színesítve a hagyományost.
Az új szakácsgenerációval egy időben, feltűnt a kistermelők új nemzedéke is, akik természetes, jó minőségű, és hagyományos alapanyagokat szolgáltatnak az asztalokra.
Erre jó példa a sajtok reneszánsza. Nem is olyan régen, alig néhány fajta sajtot lehetett kapni a boltokban. Ma, ha teszünk egy látogatást egyre, az egyre növekvő számú gazdapiacok közül,  helyben termelt sajtok nagy választékával találjuk szemben magunkat. Ezzel egy időben a lengyel lakosság minőség iránti igénye, és vásárlóereje is látványos fejlődést mutat, és szívesen szakad el a kommunizmus alatt ráerőltetett „szabvány ételektől”.

### Regionális diverzitás
Miként más nemzetek konyhájában, a területi sajátosságok ismételten előtérbe kerülnek a lengyel gasztronómiában is. Tengeri halakat a Balti partok mentén, juhtejből készült termékeket a hegyvidékeken, míg az édesvízi halakat a Mazúri-tavaknál fogyasztanak.
A háborúk során a különböző országokhoz elcsatolt területek hagyományaira tett különböző benyomások, a határok visszaállítása után is éreztetik a hatásukat. Mást vettek át nyugaton a német konyhából, és mást keleten az oroszból.
A lengyel régióknak tehát megvannak a maguk egyedi vonásai, azonban a legtöbb hagyományos ételre nemzeti ételként tekintenek. Példának okáért a tyúkhúsleves, és a sziléziai galuska Szilézia különlegességei, viszont a pacal és a sertésborda krumplival és káposztával Mazóviához tartoznak. Nagy-Lengyelország vajdaságban a német-lengyel eredetű ételek közkedveltek, Lublin környékén ugyanakkor a töltött tésztáké (pierogi), a hajdinakásáé, és a túróé a főszerep.
Eltekintve ezektől a – és természetesen a többi vajdaságra jellemző – ténylegesen regionális jellegű kivételektől azonban, a régi lengyel konyha fogásai az egész országban ismertek és napi szinten előfordulnak.
Azt mondják manapság, ha meg akarjuk ismerni a lengyel konyhát, akkor a II. világháború előtti lengyel nyelvű szakácskönyvekhez kell visszanyúlnunk. Ezekből érthetjük meg, hogyan lesz a regionálisan különböző, számtalan stílusjegyet magán viselő konyhákból egy országos egész, melyet mindenki elfogad, és magáénak érez.
Itt kell feltétlenül megemlíteni, hogy ezeknek az országszerte ismert ételeknek számos variánsa létezik. A lengyel konyha lelke az anyáról leányra öröklődő hagyományos receptek egyediségében rejlik. Az amúgy is gazdag konyhakultúrának még egy pluszt ad azzal, hogy gyakorlatilag korlátlan számú lehetőséget biztosít az ételek elkészítésére. Vegyük példának a bigost. Az alapanyagok nagy vonalakban adottak, de a mennyiségekkel már mindenki kedve – és a család ízlése szerint – variálhat. Van egy általánosan elfogadott – kvázi standard – recept, azonban abban biztosak lehetünk, hogy két különböző helyen, nem fogunk két ugyanolyan bigost enni.